# Volta a Castella i Lleó femenina
LA Volta a Castella i Lleó femenina va ser una competició ciclista femenina per etapes, que es disputava a Castella i Lleó, a Espanya. Creada el 2001 es va córrer fins al 2005, i era organitzada pel mateix club que fa la seva homònima masculina.

## Palmarès
| Any  | Vencedora        | Segona             | Tercera             |
| ---- | ---------------- | ------------------ | ------------------- |
| 2001 | Margaret Hemsley | Madeleine Lindberg | Dori Ruano          |
| 2002 | Nicole Brändli   | Judith Arndt       | Nicole Cooke        |
| 2003 | Zoulfia Zabirova | Mirjam Melchers    | Susanne Ljungskog   |
| 2004 | Mirjam Melchers  | Kate Bates         | Anouska van der Zee |
| 2005 | Judith Arndt     | Noemi Cantele      | Sara Carrigan       |